# Upper Midwest

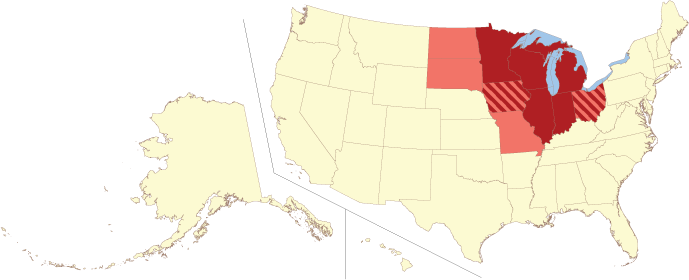
Carte des états de l'Upper Midwest.

 (mai 2019).
Si vous disposez d'ouvrages ou d'articles de référence ou si vous connaissez des sites web de qualité traitant du thème abordé ici, merci de compléter l'article en donnant les références utiles à sa vérifiabilité et en les liant à la section « Notes et références ».
L'Upper Midwest est une région des États-Unis qui couvre la partie septentrionale du Midwest. Bien que les frontières exactes soient mal définies, il comprend les États du Minnesota, Wisconsin, Michigan, Iowa, Dakota du Nord et Dakota du Sud.

## Politique

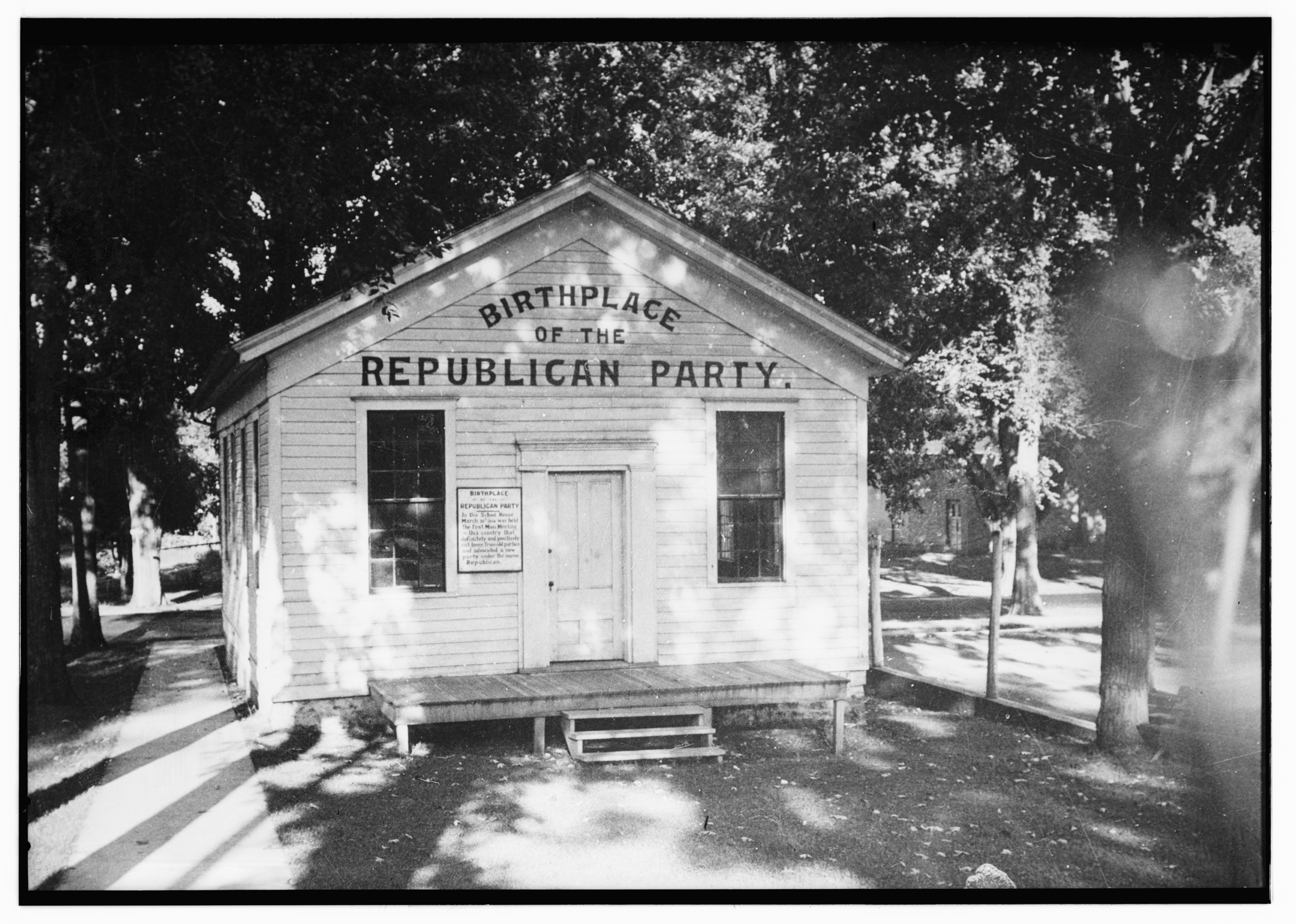
Le Midwest supérieur, pratiquement Wisconsin, a été le berceau du Parti républicain. (Une vieille photo de la Petite école blanche)

Au XXe siècle, le Midwest supérieur était dominé par le Parti républicain et était le cœur du mouvement progressiste précoce, la région soutenant le Parti du Taureau de Theodore Roosevelt et le parti progressiste de Robert La Follette. La région continue d'être favorable au Parti démocrate et aux républicains modérés, le Minnesota soutenant chaque candidat démocrate à la présidence depuis 1976 et le Wisconsin de 1988 à 2012 (et à nouveau en 2020). Michigan et l'Illinois favorisent également souvent les candidats démocrates. Cependant, à partir des élections de mi-mandat de 2010, les républicains ont réalisé des gains substantiels dans les législatures et les exécutifs des États dans l'Iowa, le Minnesota, le Wisconsin et le Michigan,,. Cette tendance a continué jusqu'en 2016,,. À partir de 2018, les démocrates ont repris le contrôle de certaines régions. Avec les États du Midwest supérieur les plus proches des Grands Lacs favorisant les démocrates, et les gouvernements des États du trio démocratique se formant dans le Minnesota et le Michigan en 2022. Les États des Grandes Plaines de la région continuent de favoriser les républicains, avec des gouvernements des États du trio GOP dans les Dakota et l'Iowa,. En 2023, la région comptait trois gouverneurs démocrates (au Minnesota, au Michigan et au Wisconsin) et trois gouverneurs républicains (au Dakota du Nord, au Dakota du Sud et en Iowa).
Lors de l'élection présidentielle de 2020, le démocrate Joe Biden a remporté les votes électoraux des États du Mur Bleu du Wisconsin, du Michigan et du Minnesota. Le républicain Donald Trump a remporté les votes électoraux de l'Iowa, du Dakota du Nord et du Dakota du Sud.
Chaque État élit deux sénateurs américains pour un mandat de six ans. Après les élections de novembre 2020, le Minnesota et le Michigan avaient deux sénateurs démocrates, tandis que le Dakota du Nord, le Dakota du Sud et l'Iowa avaient deux sénateurs républicains. Le Wisconsin est le seul État du Midwest supérieur à avoir élu un sénateur républicain et un sénateur démocrate.